# Väskinde församling
Väskinde församling är en församling i Norra Gotlands pastorat i Nordertredingens kontrakt i Visby stift i Svenska kyrkan. Församlingen ligger i Gotlands kommun i Gotlands län.

## Administrativ historik
Församlingen har medeltida ursprung. Församlingen utgjorde under medeltiden ett eget pastorat, för att därefter vara moderförsamling i pastoratet Väskinde och Bro, som den 1 maj 1925 utökades med Fole och Lokrume församlingar och 1962 ytterligare utökades med Hejnums och Bäls församlingar. År 2007 uppgick alla församlingarna i pastoratet i Väskinde församling, som därefter till 2014 utgjorde ett eget pastorat.  Från 2014 ingår församlingen i Norra Gotlands pastorat.

## Kyrkor
- Bro kyrka
- Bäls kyrka
- Fole kyrka
- Hejnums kyrka
- Lokrume kyrka
- Väskinde kyrka